# Charles Duke
Charles Moss Duke, Jr. (n. 3 octombrie 1935, Charlotte, Carolina de Nord, SUA) este un astronaut american, membru al echipajului spațial Apollo 16, al 10-lea om care a pășit pe suprafața Lunii.

## Galerie

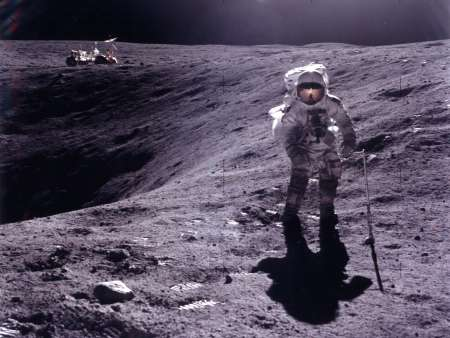
Charlie Duke
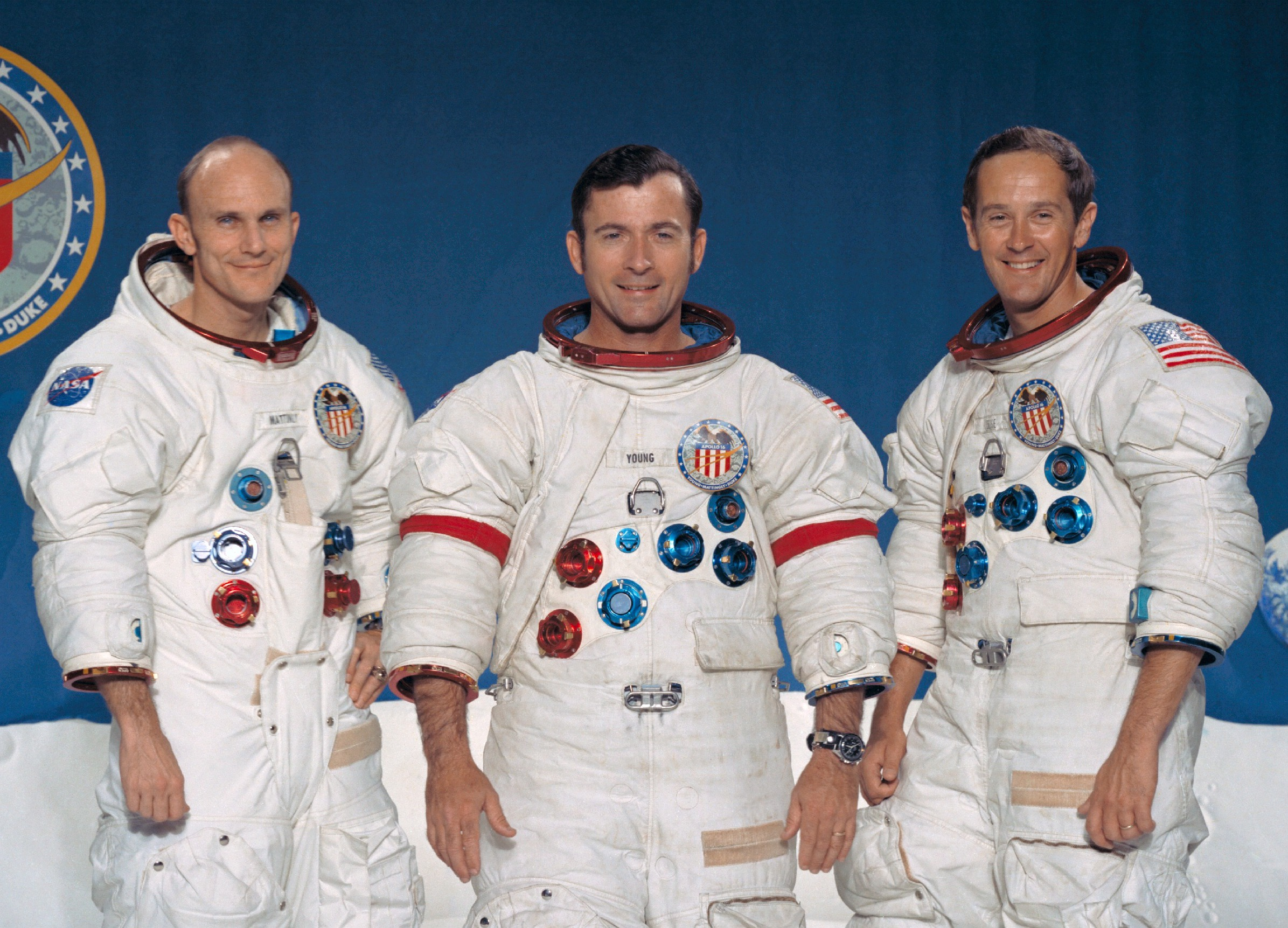
Apollo 16.
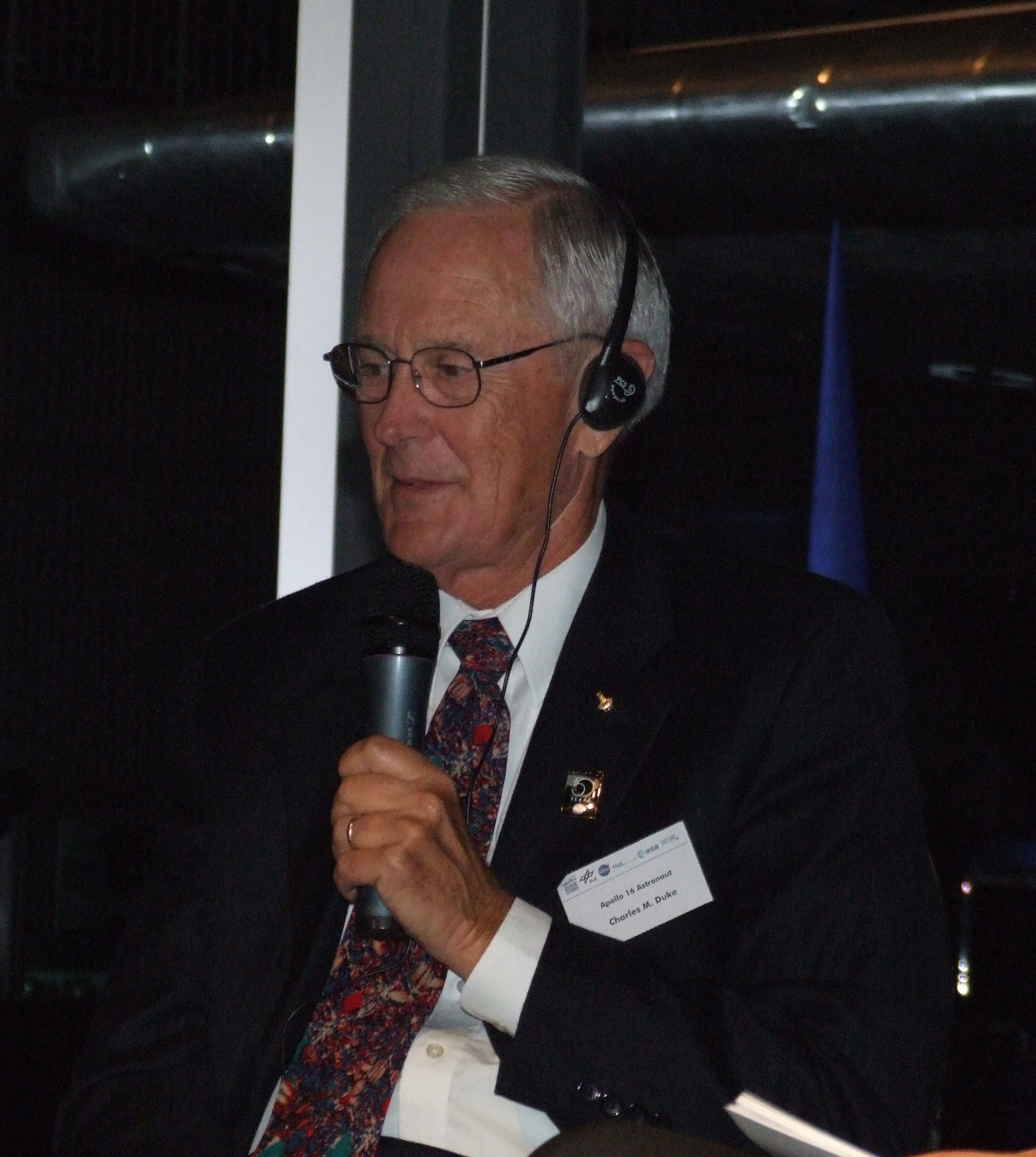
Charlie Duke, 2.10.2008, Technik Museum Speyer

## Legături externe
- NASA about Duke 12/1994 (en)
- Official website of Charlie Duke (en) Arhivat în 2 februarie 2005, la Wayback Machine.
- Bio at Astronautix (en)